# Rußmangabe
Die Rußmangabe (Cercocebus atys) ist eine Primatenart aus der Familie der Meerkatzenverwandten (Cercopithecidae).

## Merkmale
Das Fell der Rußmangaben ist an der Oberseite grau oder graubraun gefärbt, die Unterseite ist heller. Das unbehaarte Gesicht ist rosa oder grau gefärbt, die Schnauze ist schwarz. An den Wangen befinden sich helle Backenhaare. Die Unterart C. a. lunulatus hat einen weiß gefärbten Bauch und einen weißen Fleck an der Hinterseite des Kopfes. Mit rund 10 Kilogramm sind Männchen annähernd doppelt so schwer wie Weibchen, die rund 5,5 Kilogramm erreichen.

## Verbreitung und Lebensraum
Rußmangaben sind im westlichen Afrika verbreitet, das Verbreitungsgebiet erstreckt sich vom Senegal bis Ghana. Der Fluss Sassandra trennt die westlich davon lebende Nominatform von der östlich davon vorkommenden Unterart C. a. lunulatus. Lebensraum dieser Tiere sind Wälder, häufig in Flussnähe.

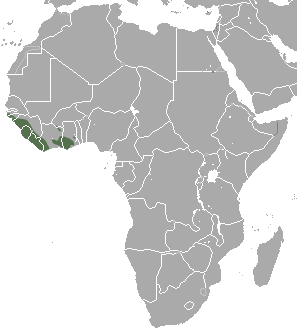
Verbreitungskarte der Rußmangabe

## Lebensweise
Diese Tiere sind tagaktiv und halten sich vorwiegend am Boden auf. In den Bäumen suchen sie vorwiegend in den unteren Schichten nach Nahrung. Sie bewegen sich dabei mit einem vierfüßigen Gang fort. Sie leben in Mehrmännchengruppen, die 20 bis 50, gelegentlich auch bis zu 100 Tiere umfassen können, sich aber häufig in kleinere Untergruppen aufspalten.
Sie sind Allesfresser, die aber vorwiegend Früchte, Samen und andere Pflanzenteile zu sich nehmen. Insekten und andere Kleintiere ergänzen den Speiseplan.
Nach einer rund 170-tägigen Tragzeit bringt das Weibchen in der Regel ein einzelnes Jungtier zur Welt.

## Bedrohung
Hauptbedrohungen für die Rußmangabe stellen der Verlust des Lebensraums und die Bejagung dar. Die Art wird von der IUCN als „gefährdet“ (vulnerable) gelistet. Die Unterart C. a. lunulatus gilt laut IUCN als „stark gefährdet“ (endangered).

## Systematik
Die Rußmangabe ist eine von sechs Arten, in die die Gattung der Weißlid-Mangaben (Cercocebus) heute unterteilt wird. Früher wurde sie als Unterart der Halsbandmangabe angesehen. Die Unterart C. a. lunulatus, die sich recht deutlich von der Nominatform unterscheidet, stellt nach Meinung mancher Forscher eine eigene Art (Weißnackenmangabe/Weißscheitelmangabe) dar.